# 斯蒂万·贝特斯
斯蒂凡·贝特斯（Стеван Батес，1981年11月29日—），是一名塞尔维亚足球运动员，现在效力于中国足球甲级联赛球队湖南湘涛。

## 俱乐部生涯
2000年，贝特斯在南斯拉夫球队泽莱兹尼卡开始职业足球生涯，之后他先后效力于泽莱兹尼克、弗拉季高加索阿拉尼亚（俄罗斯）、拉德、沙托鲁（法国）、巴库（阿塞拜疆）、特罗姆瑟（挪威）、哈扎尔利高伦（阿塞拜疆）、克尔曼铜业（伊朗）和OFK貝爾格萊德等球队。
2014年1月，他加盟中国足球甲级联赛球队湖南湘涛。